# Железнодорожный район (Воронеж)

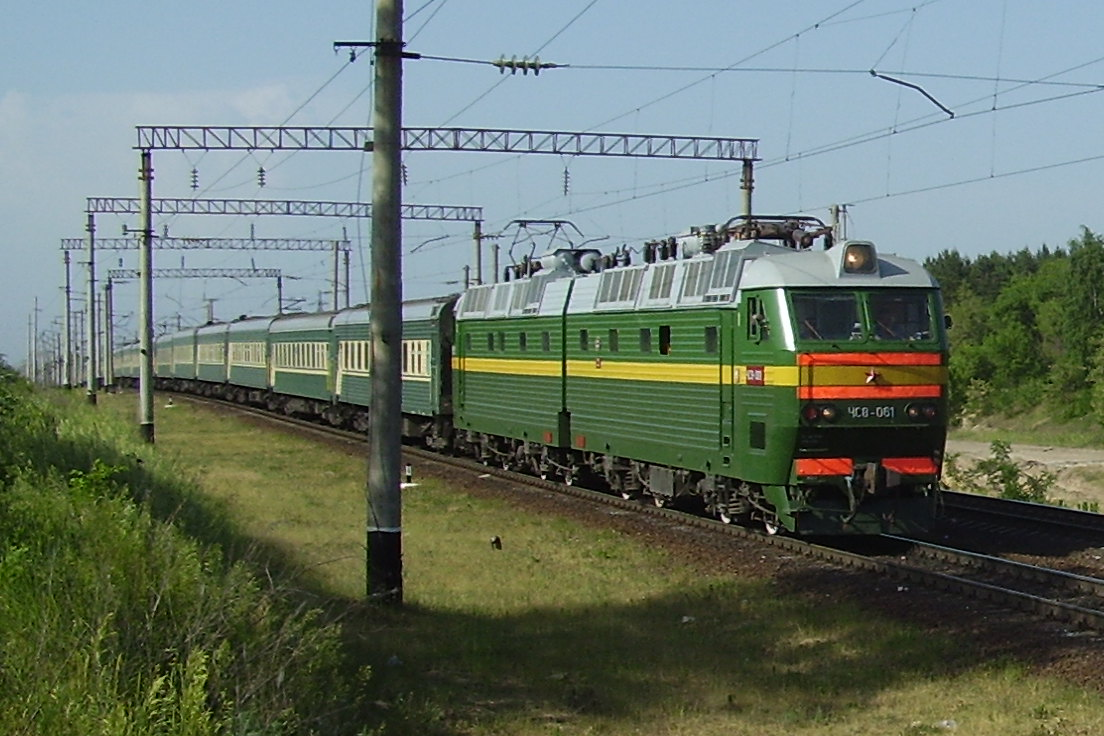
Поезд недалеко от улицы Остужева

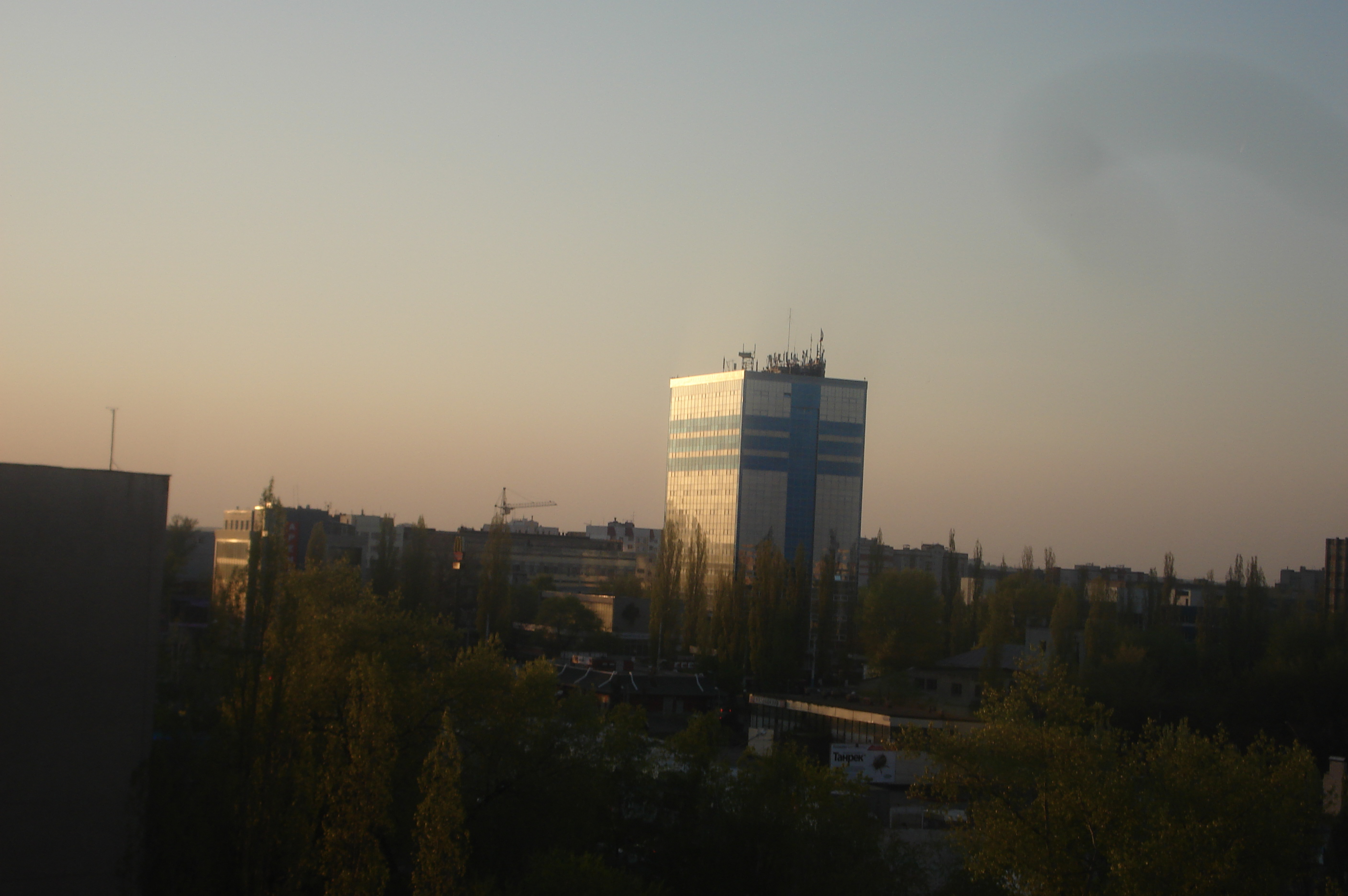
Вид на Железнодорожный район с восьмого этажа одного из домов по улице Димитрова

Железнодоро́жный райо́н — внутригородской район Воронежа, расположенный на левом берегу Воронежского водохранилища.
Руководитель управы Железнодорожного района — Бахтин Александр Юрьевич

## География
Железнодорожный район — по географии — это самый большой район Воронежа. Самый протяженный, имеет свою пригородную зону. Находится в северо-восточной части Воронежа. С юга он граничит с Левобережным районом города, на западе ограничивается водохранилищем, с севера граничит с Рамонским, с востока с Новоусманским районами области.
В состав Железнодорожного района входят территориально обособленные микрорайоны Краснолесный, Сомово Боровое, Полыновка, Кожевенный и Репное (бывшие посёлок Репное и село Репное).
Одна из главных улиц района, как и в Левобережном районе — Ленинский проспект.

## История
Впервые район был образован 20 апреля 1939 года. В 1957 году решением Воронежского облисполкома № 326 «Об объединении районов г. Воронежа и уточнении их границ» Сталинский и Железнодорожный районы объединены в один, с присвоением ему названия Левобережный. Позже, в 1963 году, в результате разделения территории Левобережного района, Железнодорожный район был вновь восстановлен.

## Население
| 1970   | 1979    | 1989    | 2002    | 2009     | 2010     |
| ------ | ------- | ------- | ------- | -------- | -------- |
| 65 915 | ↗91 184 | ↗96 826 | ↗96 846 | ↗103 868 | ↗106 751 |

## Предприятия
- Экономика района носит промышленную направленность. На территории района зарегистрировано 3949 предприятий и организаций. Наиболее крупные из них: ОАО ХК «Мебель Черноземья»,ВВРЗ филиал ОАО «Вагонреммаш»[9], ООО «Юнайтед Бейкерс», ВСЗ филиал ООО «Раско», ЗАО «ВЗПП — Микрон», ОАО «172 ЦАРЗ», ЗАО «Гидрогаз» и другие. Важнейшими видами промышленной продукции являются: ремонт пассажирских вагонов, полупроводниковые приборы, производство мебели, кондитерские изделия, стеклянные бутылки, химическое оборудование и т. д.[2] Воронежский вагоноремонтный завод им. Тельмана

## Растительность
- Железнодорожный район является районом (вместе с Левобережным и Ленинским), где не хватает растительности с точки зрения экологии[10].
- В Железнодорожном районе находится парк «Дельфин»[11]

## Памятники
- Воинский мемориал (ул. Молодёжная, Отрожка)[12]
- Воинский мемориал (мкр. Сомово)[13]
- Памятник на братской могиле воинов, умерших от ран (мкр. Краснолесный)[13]
- Памятник солдатам и офицерам 125-го полка НКВД, которые защищали железнодорожные мосты[14]